# Гимн Намибии
Государственный гимн республики Намибия. Принят в 1991 году. Музыка и слова Аксали Дойсеб.

## Текст
Английский
| Официальный текст гимна Намибии |
| Namibia, land of the brave, Freedom’s fight we have won Glory to their bravery, Whose blood waters our freedom. We give our love and loyalty Together in unity, Contrasting beautiful Namibia, Namibia our country. Beloved land of savannahs Hold high the banner of liberty. Namibia our Country Namibia Motherland We love thee |

Подстрочный перевод 
Гимна Намибии
Намибия, земля храбрых,

Борьбу за свободу мы выиграли

Слава их храбрости,

Чья кровь полила нашу свободу.

Мы отдаём нашу любовь и верность

Вместе в единстве,

Многообразная прекрасная Намибия,

Намибия наша страна.

Возлюбленная земля саванн

Высоко держи знамя свободы.

Припев

Намибия наша Страна

Намибия Родина

Мы любим тебя